# Bálint Bakfark
Bálint Bakfark, spesso citato anche come Valentin Bakfark ma talvolta indicato come Bacfarc, Bakfarc, Bakfarkh, Bakffark e Backuart, (Brassó, 1507 – Venezia, 15 o 22 agosto 1576), è stato un compositore e liutista ungherese  del Rinascimento di origini sassoni.
Fu molto influente come liutista ai suoi tempi e considerato un virtuoso dello strumento.

## Biografia

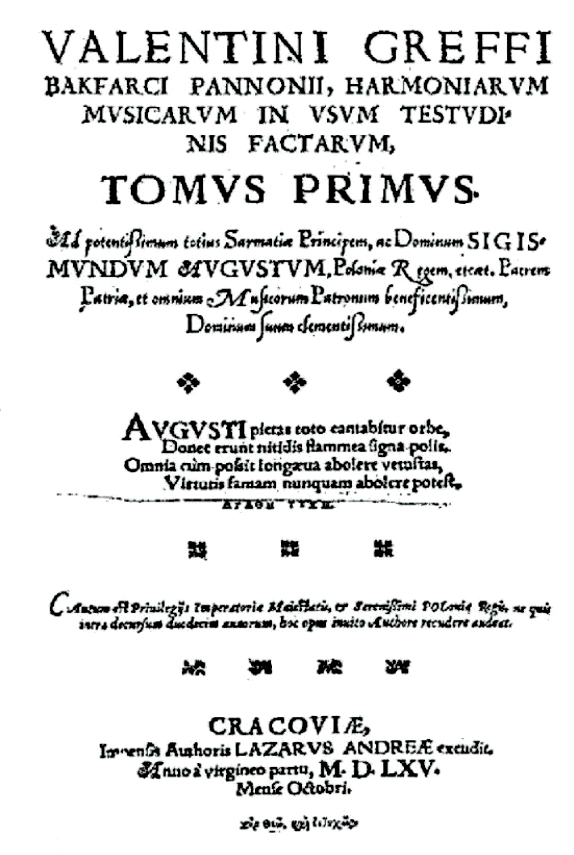

Nacque a Brassó, in Transilvania (oggi Romania) in una famiglia di origini sassoni. Rimasto orfano, fu allevato dalla famiglia Greff, e fu educato a Buda alla corte di Jan Zápolya. Bakfark vi rimase fino al 1540, anche se probabilmente si recò in Italia una volta durante questo periodo.
Negli anni 1540 si recò a Parigi, ma, trovando già coperta la posizione di liutista del Re, si recò in Polonia nel 1549, dove divenne il liutista di corte di Sigismondo II Augusto. Da allora fino al 1566, viaggiò intensamente per tutta l'Europa, aumentando la sua fama, ma rimase fedele al suo benefattore resistendo agli inviti di altri monarchi; le ricchezze concessegli da Sigismondo possono aver influenzato la sua decisione di rimanere legato alla corte di Vilnius.
Cosa gli accadde nel 1566 non è molto chiaro, ma fece chiaramente qualcosa per provocare l'ira del re, e fece appena in tempo a fuggire prima che le truppe dell'esercito polacco saccheggiassero la sua casa e distruggessero i suoi beni. Dopo ciò, visse per qualche tempo a Vienna e poi tornò in Transilvania, ma non per molto; nel 1571 si trasferì a Padova, dove rimase fino alla morte avvenuta durante la peste bubbonica del 1576.
Com'era uso in quel tempo, tutti gli effetti personali dei morti di peste venivano distrutti con il fuoco, così molti dei suoi manoscritti andarono persi.

## Musica e influenze
Bakfark compose moltissima musica, ma poche delle sue opere vennero pubblicate: una delle motivazioni che vengono spesso date è che si trattava di composizioni troppo difficili da eseguire per gli altri musicisti. Fra le sue opere pervenute vi sono alcune fantasie, sette madrigali, otto chanson e quattordici mottetti con arrangiamento polifonico per liuto solista. Inoltre, trascrisse per liuto alcuni mottetti vocali di Josquin Desprez, Clemens non Papa, Nicolas Gombert e Orlando di Lasso.